# Kanton Savigny-sur-Braye
Der Kanton Savigny-sur-Braye war bis 2015 ein französischer Wahlkreis im Arrondissement Vendôme, im Département Loir-et-Cher und in der Region Centre-Val de Loire; sein Hauptort war Savigny-sur-Braye. Vertreter im Generalrat des Départements war zuletzt von 2004 bis 2015 Bernard Bonhomme
Der Kanton war 197,92  km² groß und hatte (1999) 6077 Einwohner (Stand: 2012). 

## Gemeinden
| Gemeinde             | Einwohner Jahr | Fläche km² | Bevölkerungsdichte | Postleitzahl | Code INSEE |
| -------------------- | -------------- | ---------- | ------------------ | ------------ | ---------- |
| Bonneveau            | 490 (2013)     | –          | – Einw./km²        | 41800        | 41020      |
| Cellé                | 242 (2013)     | –          | – Einw./km²        | 41360        | 41030      |
| Épuisay              | 787 (2013)     | –          | – Einw./km²        | 41360        | 41078      |
| Fontaine-les-Coteaux | 369 (2013)     | –          | – Einw./km²        | 41800        | 41087      |
| Fortan               | 283 (2013)     | –          | – Einw./km²        | 41360        | 41090      |
| Lunay                | 1284 (2013)    | –          | – Einw./km²        | 41360        | 41120      |
| Savigny-sur-Braye    | 2103 (2013)    | –          | – Einw./km²        | 41360        | 41238      |
| Sougé                | 476 (2013)     | –          | – Einw./km²        | 41800        | 41250      |